# 'с-Геренгук
'с-Геренгук (нід. 's-Heerenhoek) — село в нідерландській провінції Зеландія. Входить до муніципалітету Борселе.
Його площа становить 9,09 км², а населення станом на 2021 рік складало 1 975 осіб.
До 1970 року мало статус окремого муніципалітету.

## Галерея

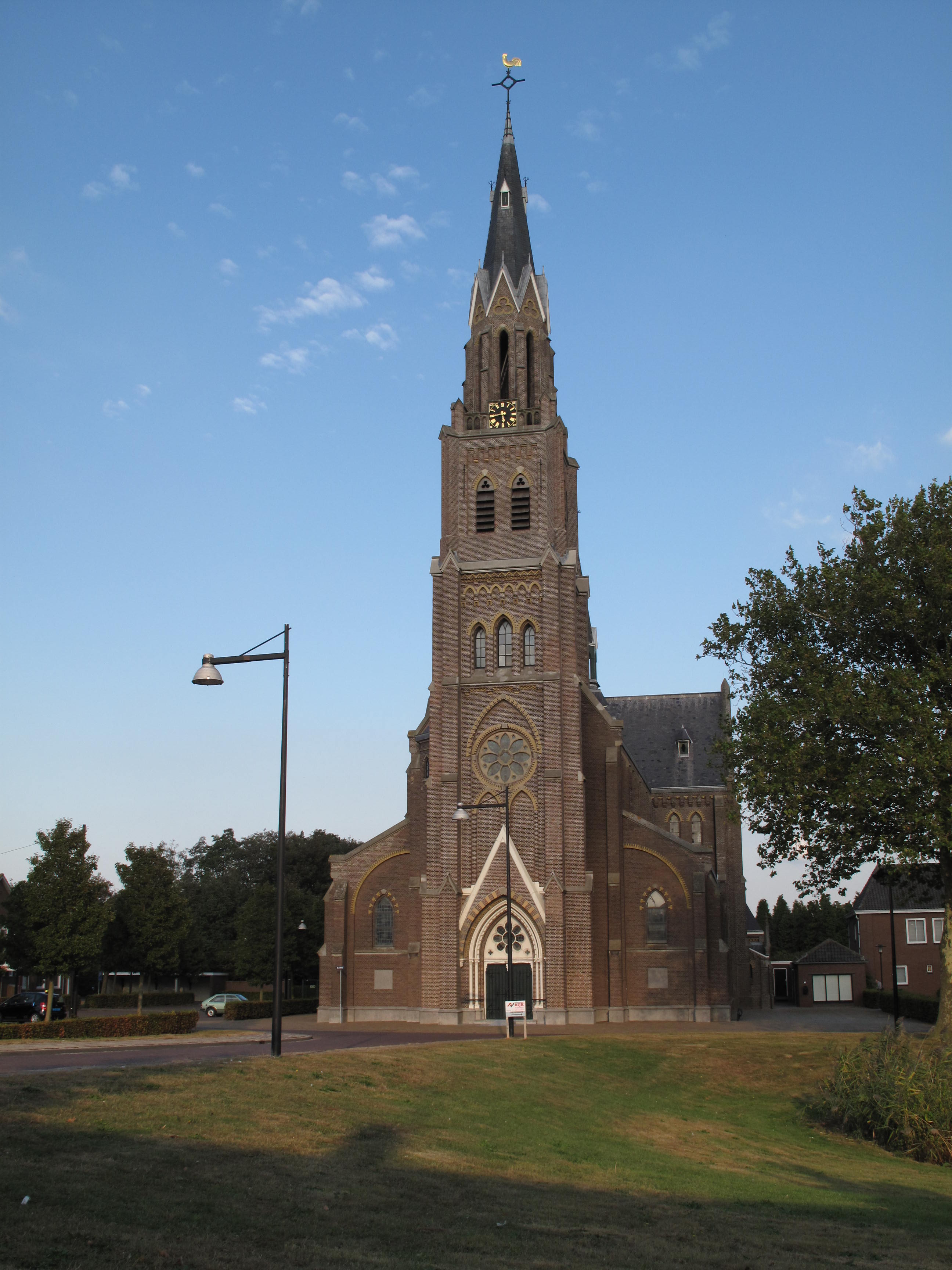
Церква у селі
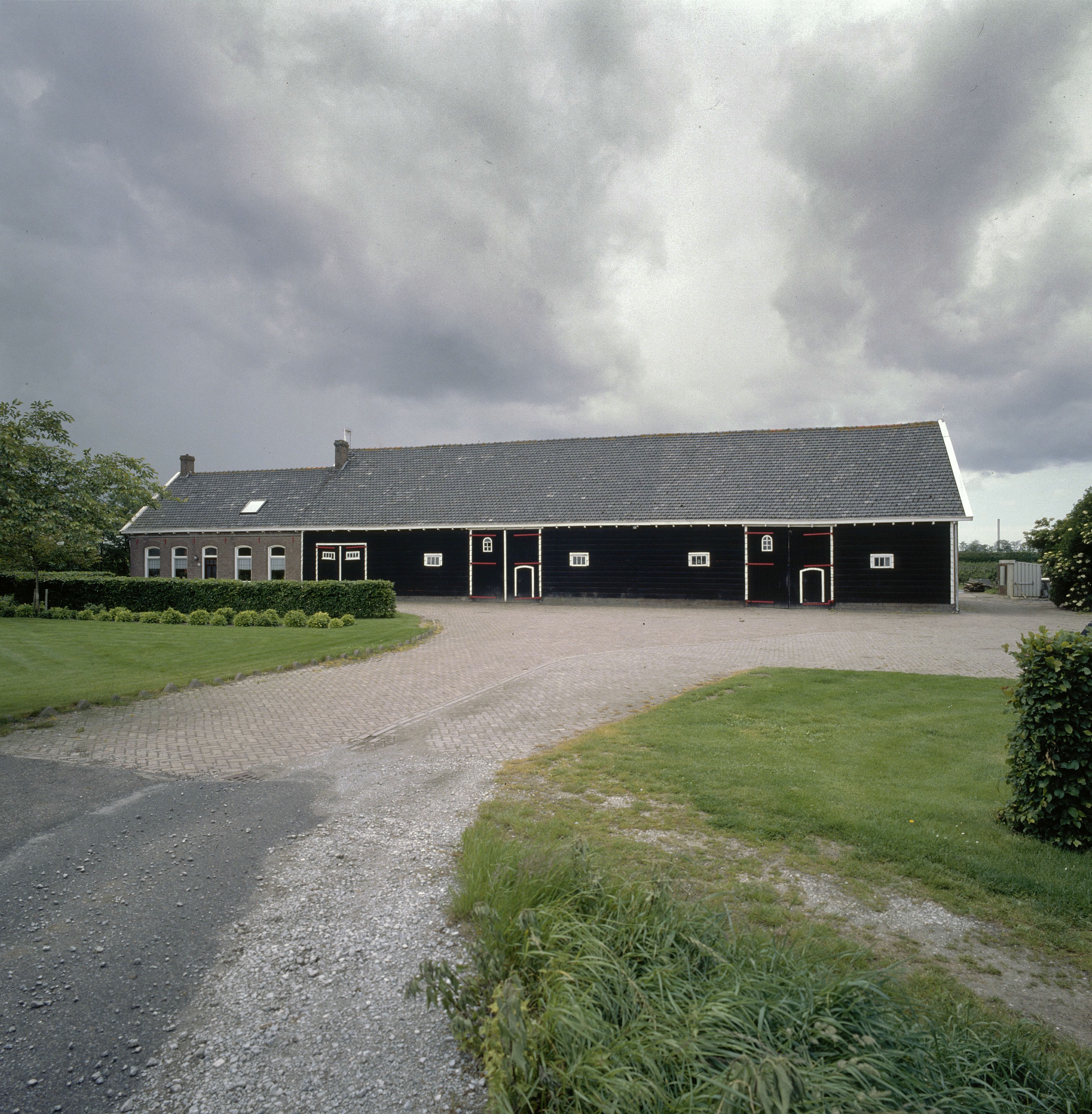
Ферма поблизу села
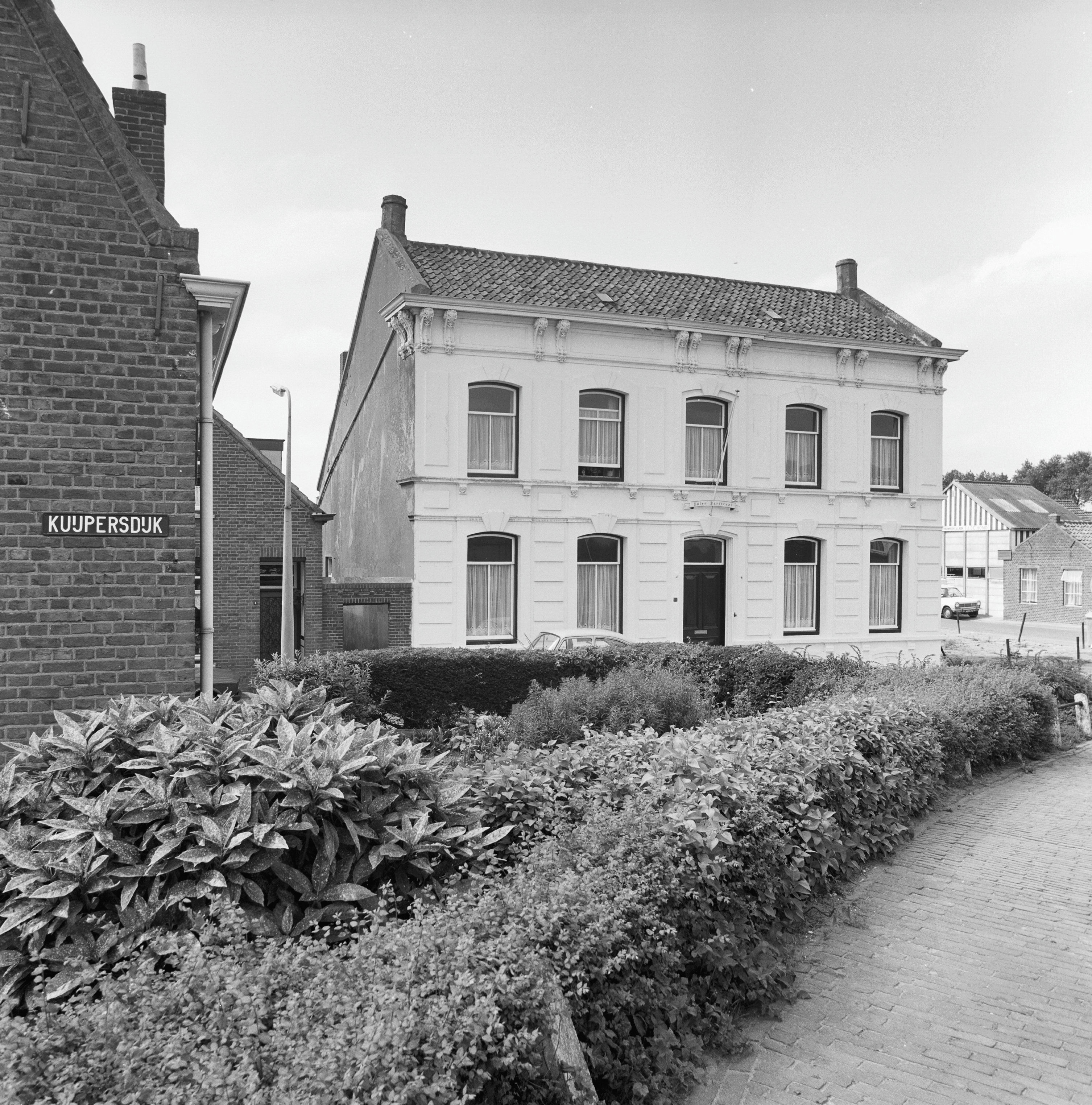
Колишній будинок почту
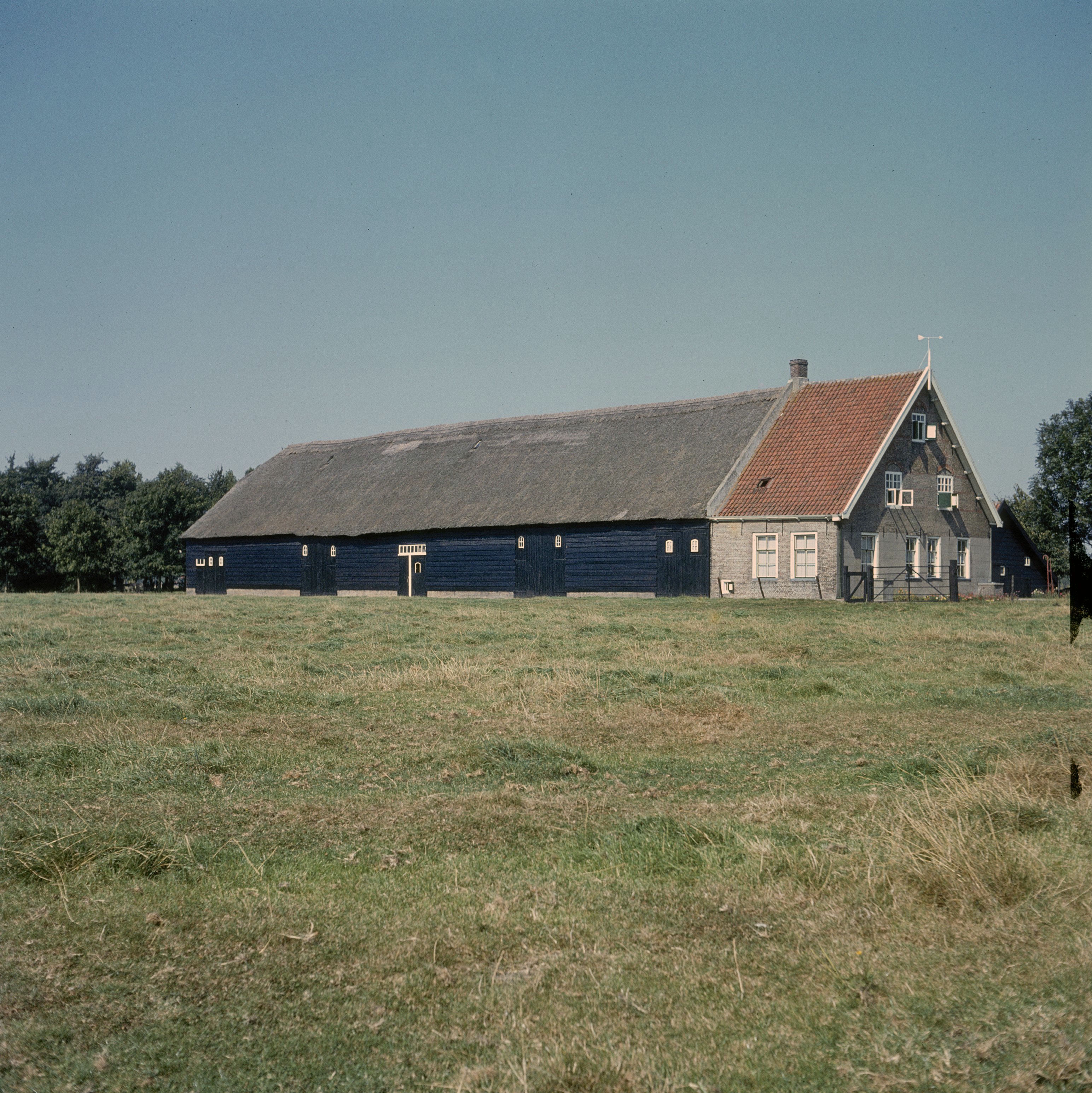
Ферма поблизу села